# Kakegurui
Kakegurui (賭ケグルイ?) è un manga scritto da Homura Kawamoto e disegnato da Tōru Naomura, serializzato sul Gangan Joker di Square Enix dal 22 marzo 2014. Tre manga spin-off sono pubblicati sempre da Square Enix rispettivamente dal 2015, 2016 e 2017. Un adattamento anime, prodotto da MAPPA, è stato trasmesso in Giappone dal 1º luglio 2017 al 26 marzo 2019.

## Trama
L'Accademia Privata Hyakkaou è famosa per ospitare i figli di uomini d'affari, politici e di ricchi e influenti personaggi in Giappone, contando molti futuri leader e professionisti tra il corpo studentesco. Nella scuola, la gerarchia studentesca è determinata dai contributi al consiglio studentesco che sono alimentati da un intricato sistema di gioco in cui gli studenti scommettono le loro fortune gli uni contro gli altri. Coloro che non sono in grado di contribuire a causa dei loro debiti diventano "animali domestici".
La studentessa appena trasferitasi Yumeko Jabami è entusiasta di iniziare a partecipare, interrompe rapidamente la gerarchia della scuola, creando problemi al consiglio studentesco che cercherà freneticamente di trovare il modo di schiacciarla.

## Personaggi
Yumeko Jabami (蛇喰 夢子?, Jabami Yumeko)
Doppiata da: Mamiko Noto (trailer), Saori Hayami (TV anime) (ed. giapponese), Lavinia Paladino (ed. italiana)
Protagonista della serie. È una studentessa appena trasferitasi all'Accademia Privata Hyakkaou. Ha un grande talento per il gioco d'azzardo, che adora in modo patologico. Fin dal suo arrivo, mette in subbuglio la crudele gerarchia che vige nella scuola, destando preoccupazione nel consiglio degli studenti.
Ryōta Suzui (鈴井 涼太?, Suzui Ryōta)
Doppiato da: Tatsuya Tokutake (ed. giapponese), Sacha Pilara (ed. italiana)
Compagno di classe di Yumeko e in seguito suo migliore amico. A differenza di Yumeko, è un giocatore mediocre.
Mary Saotome (早乙女 芽亜里?, Saotome Meari)
Doppiata da: Minami Tanaka (ed. giapponese), Jessica Bologna (ed. italiana)
Compagna di classe di Yumeko e in seguito sua amica. È una giocatrice talentuosa e vede in Yumeko la sua più grande rivale.

## Media

### Manga
Il manga, scritto da Homura Kawamoto e disegnato da Tōru Naomura, ha iniziato la serializzazione sulla rivista shōnen Gangan Joker di Square Enix il 22 marzo 2014. Il primo volume tankōbon è stato pubblicato il 22 ottobre 2014 e al 22 marzo 2025 ne sono stati messi in vendita in tutto diciannove. In Italia la serie è stata annunciata a luglio 2017 da J-Pop e pubblicata da ottobre 2017. L'editore italiano ha indicato come target un pubblico più maturo, ovvero seinen. In America del Nord i diritti sono stati acquistati da Yen Press.

#### Volumi
| 1  | 22 ottobre 2014 | ISBN 978-4-7575-4449-9 | 18 ottobre 2017  | ISBN 978-88-3275-219-9 |
| 1  | Capitoli - 1. La ragazza chiamata Yumeko Jabami (蛇喰夢子という女?, Jabami Yumeko to iu onna) - 2. La ragazza insulsa (つまんない女?, Tsumannai onna) - 3. La ragazza dagli occhi sottili (糸目の女?, Itome no onna) - 4. Le pazze dell'istituto Hyakkao (百花王学園の狂える女たち?, Hyakkaō gakuen no kurueru onnatachi)                                                                                   |                        |                  |                        |
| 2  | 22 dicembre 2014 | ISBN 978-4-7575-4510-6 | 13 dicembre 2017 | ISBN 978-88-3275-261-8 |
| 2  | Capitoli - 5. La ragazza diventata bestiame (家畜になった女?, Kachiku ni natta onna) - 6. Le ragazze che lottano per il fondo (底辺を争う女たち?, Teihen o arasou onna-tachi) - 7. La ragazza che mente (嘘を吐く女?, Uso o tsuku onna) - 8. La ragazza diventata umana (人間になった女?, Ningen ni natta onna) - 9. L'opposizione della ragazza (女の抗い?, Onna no aragai)                                |                        |                  |                        |
| 3  | 22 giugno 2015 | ISBN 978-4-7575-4672-1 | 21 febbraio 2018 | ISBN 978-88-3275-316-5 |
| 3  | Capitoli - 10. La ragazza divertita (誘う女?, Sasou onna) - 11. La ragazza esaltata (昂る女?, Takaburu onna) - 12. La ragazza che si schiude (閻く女?, Hiraku onna) - 13. La ragazza deliziata (悦ぶ女?, Yorokobu onna) - 14. La ragazza ideale (理想の女?, Risō no onna) - 15. La ragazza imbattibile (敵わぬ女?, Kanawanu onna) - 16. Le ragazze che rifiutano (拒絶する女たち?, Kyozetsu suru onnatachi) |                        |                  |                        |
| 4  | 22 dicembre 2015 | ISBN 978-4-7575-4837-4 | 18 aprile 2018   | ISBN 978-88-3275-355-4 |
| 4  | Capitoli - 17. La ragazza idol (愛踊る女?, Ai odoru onna) - 18. La ragazza che ambisce (狙う女?, Nerau onna) - 19. La ragazza sognatrice (夢見る女?, Yumemiru onna) - 20. La ragazza che soddisfa le aspettative (思惑通りの女?, Omowaku-dōri no onna) - 21. La ragazza che canta dei sogni (夢を歌う女?, Yume o utau onna)                                                                                 |                        |                  |                        |
| 5  | 21 maggio 2016 | ISBN 978-4-7575-4983-8 | 13 giugno 2018   | ISBN 978-88-3275-467-4 |
| 5  | Capitoli - 22. La ragazza che comanda (統べる女?, Suberu onna) - 23. La ragazza che sceglie (選択する女?, Sentaku suru onna) - 24. La ragazza che manipola (操られる女?, Ayatsurareru onna) - 25. La ragazza che sussurra (囁く女?, Sasayaku onna) - 26. La ragazza che mostra (開示する女?, Kaiji suru onna) - 27. La ragazza che si esprime (吐露する女?, Toro suru onna)                                 |                        |                  |                        |
| 6  | 22 febbraio 2017 | ISBN 978-4-7575-5251-7 | 22 agosto 2018   | ISBN 978-88-3275-485-8 |
| 6  | Capitoli - 28. La ragazza che incrocia - 29. La ragazza che affianca - 30. La ragazza che si solleva - 31. La ragazza assorta - 32. La ragazza che si appiglia - 33. La ragazza della logica |                        |                  |                        |
| 7  | 22 giugno 2017 | ISBN 978-4-7575-5382-8 | 10 ottobre 2018  | ISBN 978-88-3275-608-1 |
| 7  | Capitoli - 34. La ragazzina fiorente - 35. La ragazza del ramo cadetto - 36. Le ragazze che si incontrano per caso - 37. La ragazza dei tentativi incompiuti - 38. Le ragazze indignate |                        |                  |                        |
| 8  | 22 agosto 2017 | ISBN 978-4-7575-5448-1 | 12 dicembre 2018 | ISBN 978-88-3275-721-7 |
| 8  | Capitoli - 39. La ragazza disinteressata - 40. La ragazza incatenata - 41. La ragazza che non va toccata - 42. Le ragazze collegate - 43. La ragazza debole |                        |                  |                        |
| 9  | 27 gennaio 2018 | ISBN 978-4-7575-5594-5 | 6 febbraio 2019  | ISBN 978-88-3275-721-7 |
| 9  | Capitoli - 44. Le ragazze che si dimenano - 45. La ragazza che decide - 46. La ragazza sedotta - 47. La ragazza che tradisce - 48. La ragazza cacciata - 49. La ragazza che non perde |                        |                  |                        |
| 10 | 22 agosto 2018 | ISBN 978-4-7575-5816-8 | 17 aprile 2019   | ISBN 978-88-3275-782-8 |
| 10 | Capitoli - 50. La ragazza di nome Kawaru - 51. La ragazza in pace e armonia - 52. Le ragazze che gorgheggiano - 53. La ragazza che si spezza le ossa - 54. La ragazza confusa - 55. La ragazza stella di Hollywood |                        |                  |                        |
| 11 | 22 marzo 2019 | ISBN 978-4-7575-6000-0 | 17 luglio 2019   | ISBN 978-88-3275-921-1 |
| 11 | Capitoli - 56. La ragazza uguale - 57. La ragazza che prevede - 58. La ragazza immorale - 59. La ragazza ingannata - 60. La ragazza impressa - 61. La ragazza che guarda dall'alto in basso - 62. La ragazza che svela le menzogne |                        |                  |                        |
| 12 | 21 dicembre 2019 | ISBN 978-4-7575-6437-4 | 27 maggio 2020   | ISBN 978-88-349-0148-9 |
| 12 | Capitoli - 63. La ragazza che acquista - 64. Le ragazze che raccolgono - 65. La ragazza che corrode - 66. Le ragazze che competono - 67. La ragazza che sorride soltanto - 68. La ragazza dello Yin e dello Yang - 69. Le ragazze dello Yin e dello Yang |                        |                  |                        |
| 13 | 22 giugno 2020 | ISBN 978-4-7575-6703-0 | 28 ottobre 2020  | ISBN 978-88-349-0395-7 |
| 13 | Capitoli - 70. Quella ragazza - 71. La ragazza immobile - 72. La ragazza che teme - 73. La determinazione delle ragazze - 74. La ragazza che coinvolge - 75. La ragazza della mietitura |                        |                  |                        |
| 14 | 22 febbraio 2021 | ISBN 978-4-7575-7101-3 | 21 luglio 2021   | ISBN 978-88-349-0661-3 |
| 14 | Capitoli - 76. La ragazza gemella - 77. La ragazza pura - 78. La ragazza che sceglie - 79. La ragazza obbediente - 80. La ragazza felice - 81. La ragazza dalla vittoria certa - 82. La ragazza accecante |                        |                  |                        |
| 15 | 21 ottobre 2021 | ISBN 978-4-7575-7533-2 | 11 gennaio 2023  | ISBN 978-88-349-1815-9 |
| 15 | Capitoli - 83. La ragazza identica - 84. La ragazza invadente - 85. La ragazza in estasi - 86. La ragazza che diviene - 87. La ragazza che ottiene - 88. La ragazza da non capovolgere |                        |                  |                        |
| 16 | 22 settembre 2022 | ISBN 978-4-7575-8147-0 | 11 ottobre 2023  | ISBN 978-88-349-1268-3 |
| 16 | Capitoli - 89. La ragazza che distrugge il mondo - 90. La ragazza che offre di più - 91. Le due ragazze - 92. Sorelle - 93. La ragazza che si spinge troppo avanti - 94. La ragazza dell'inaspettato - 95. Le ragazze che scommettono come pazze |                        |                  |                        |
| 17 | 22 luglio 2023 | ISBN 978-4-7575-8674-1 | 19 giugno 2024   | ISBN 978-88-349-2630-7 |
| 17 | Capitoli - 96. La ragazza della fine - 97. La ragazza che succede - 98. Le ragazze che ruotano in circolo - 99. Le ragazze del gioco d'azzardo - 100. La ragazza che scommette - 101. La ragazza che si ribella - 102. La ragazza dei Jabami |                        |                  |                        |
| 18 | 22 luglio 2024 | ISBN 978-4-7575-9308-4 | 20 novembre 2024 | ISBN 978-88-349-3061-8 |
| 18 | Capitoli - 103. La ragazza su cui puntare - 104. La ragazza che sboccia - 105. La ragazza che becca - 106. La ragazza agli inizi - 107. La ragazza dei sogni premonitori - 108. La ragazza che ha battuto Kirari Momobami |                        |                  |                        |
| 19 | 22 marzo 2025 | ISBN 978-4-7575-9760-0 | ottobre 2025     | ISBN 978-88-349-3688-7 |

### Manga spin-off

Copertina del primo volume dell'edizione italiana di Kakegurui twin, raffigurante la protagonista Mary Saotome

La serie ha ottenuto tre manga spin-off. Il primo, intitolato Kakegurui twin (賭ケグルイ双?, Kakegurui tsuin) e disegnato da Kei Saiki, è stato serializzato sul Gangan Joker dal 19 settembre 2015 al 22 maggio 2023. Quindici volumi tankōbon sono stati pubblicati tra il 22 dicembre 2015 e il 22 luglio 2024. In Italia la serie è stata pubblicata da J-Pop dall'11 luglio 2018, dove il primo numero fu distribuito assieme al sesto della serie regolare, al 16 aprile 2025. Negli Stati Uniti i diritti di distribuzione in lingua inglese sono stati acquistati da sempre da Yen Press.
| 1  | 22 dicembre 2015 | ISBN 978-4-7575-4838-1 | 11 luglio 2018    | ISBN 978-88-3275-419-3 |
| 1  | Capitoli - 1. La ragazza chiamata Mary Saotome - 2. La ragazza che possiede e la ragazza posseduta - 3. La ragazza nel mirino |                        |                   |                        |
| 2  | 21 maggio 2016 | ISBN 978-4-7575-4984-5 | 26 settembre 2018 | ISBN 978-88-3275-553-4 |
| 2  | Capitoli - 4. La ragazza invitata - 5. La ragazza che tradisce - 6. La ragazza che prende una decisione - 7. La ragazza che riferisce - 8. Le ragazze che si dichiarano |                        |                   |                        |
| 3  | 22 febbraio 2017 | ISBN 978-4-7575-5252-4 | 22 novembre 2018  | ISBN 978-88-3275-609-8 |
| 3  | Capitoli - 9. La ragazza amica d'infanzia - 10. La ragazza onesta - 11. Le ragazze che decifrano - 12. Le ragazze che si scatenano - 13. La ragazza che rimuove - 14. La ragazza con due facce                                                                                    |                        |                   |                        |
| 4  | 22 giugno 2017 | ISBN 978-4-7575-5383-5 | 9 gennaio 2019    | ISBN 978-88-3275-673-9 |
| 4  | Capitoli - 15. La ragazza messa alla prova - 16. La ragazza della triteleia - 17. La ragazza ostracizzata - 18. La ragazza disprezzata |                        |                   |                        |
| 5  | 22 luglio 2017 | ISBN 978-4-7575-5414-6 | 20 marzo 2019     | ISBN 978-88-3275-752-1 |
| 5  | Capitoli - 19. La ragazza che si diverte - 20. La ragazza che serve - 21. La ragazza tra due fuochi - 22. La ragazza che mette alla prova |                        |                   |                        |
| 6  | 27 gennaio 2018 | ISBN 978-4-7575-5595-2 | 22 maggio 2019    | ISBN 978-88-3275-812-2 |
| 6  | Capitoli - 23. La ragazza della scadenza - 24. La ragazza che infrange le regole - 25. La ragazza che si fida - 26. La ragazza che rivela - 27. La ragazza sciocca - 28. La ragazza davvero sciocca                                                                               |                        |                   |                        |
| 7  | 22 agosto 2018 | ISBN 978-4-7575-5817-5 | 31 luglio 2019    | ISBN 978-88-3275-938-9 |
| 7  | Capitoli - 29. La ragazza amichevole - 30. La ragazza guardona - 31. La ragazza che spia - 32. La ragazza che si spoglia, la ragazza che fotografa - 33. La ragazza con le spalle al muro - 34. La ragazza del nudo integrale                                                     |                        |                   |                        |
| 8  | 22 marzo 2019 | ISBN 978-4-7575-6064-2 | 13 novembre 2019  | ISBN 978-88-349-0090-1 |
| 8  | Capitoli - 35. La ragazza che calcola - 36. La ragazza che ascolta attentamente - 37. La ragazza molteplice - 38. L'esito dell'osservazione della ragazza - 39. La ragazza della nuova apertura - 40. La guerra per la ragazza (parte 1) - 41. La guerra per la ragazza (parte 2) |                        |                   |                        |
| 9  | 21 dicembre 2019 | ISBN 978-4-7575-6438-1 | 16 settembre 2020 | ISBN 978-88-349-0252-3 |
| 9  | Capitoli - 42. La ragazza di bell'aspetto - 43. Le ragazze che combattono unite - 44. La ragazza che fornisce delucidazioni - 45. La ragazza in parità - 46. La ragazza sminuita - 47. La ragazza debole - 48. Le ragazze perplesse                                               |                        |                   |                        |
| 10 | 22 giugno 2020 | ISBN 978-4-7575-6704-7 | 5 maggio 2021     | ISBN 978-88-349-0621-7 |
| 10 | Capitoli - 49. La ragazza della resa dei conti - 50. La ragazza trattata da oggetto - 51. Le ragazze che combattono - 52. La ragazza che sottovaluta - 53. La ragazza indispettita - 54. La ragazza incoraggiata                                                                  |                        |                   |                        |
| 11 | 22 febbraio 2021 | ISBN 978-4-7575-7102-0 | 18 maggio 2022    | ISBN 978-88-349-0873-0 |
| 11 | Capitoli - 55. La ragazza indifferente - 56. La ragazza legata - 57. La ragazza del grano - 58. La ragazza del destino - 59. La ragazza di rango inferiore - 60. La ragazza del futuro - 61. La ragazza che ignora                                                                |                        |                   |                        |
| 12 | 21 ottobre 2021 | ISBN 978-4-7575-7534-9 | 2 agosto 2023     | ISBN 978-88-349-2048-0 |
| 12 | Capitoli - 62. Le ragazze a caccia - 63. La ragazza che intrappola - 64. La ragazza scelta - 65. La ragazza emulatrice - 66. La ragazza dalla difesa preventiva - 67. La ragazza di categoria inferiore                                                                           |                        |                   |                        |
| 13 | 22 settembre 2022 | ISBN 978-4-7575-8148-7 | 7 febbraio 2024   | ISBN 978-88-349-2422-8 |
| 13 | Capitoli - 68. La ragazza esule - 69. La ragazza che vede oltre - 70. La ragazza che si alza in piedi - 71. La ragazza arrivata in ritardo - 72. La ragazza che cospira - 73. Le ragazze che uniscono le forze - 74. La ragazza che distrugge                                     |                        |                   |                        |
| 14 | 22 luglio 2023 | ISBN 978-4-7575-8675-8 | 18 dicembre 2024  | ISBN 978-88-349-2736-6 |
| 14 | Capitoli - 75. Le ragazze vendicative - 76. La ragazza in ascesa - 77. La ragazza che disegna - 78. Le ragazze in uno stallo alla messicana - 79. La ragazza con il titolo di re - 80. La ragazza che ribalta la situazione                                                       |                        |                   |                        |
| 15 | 22 luglio 2024 | ISBN 978-4-7575-9309-1 | 16 aprile 2025    | ISBN 978-88-349-3320-6 |
| 15 | Capitoli - 81. La ragazza che inganna - 82. La ragazza che guida - 83. Le ragazze che si sbagliano - 84. La ragazza a cui importa - 85. La ragazza che si rialza sempre - Finale. Le ragazze che camminano insieme                                                                |                        |                   |                        |

Il secondo, intitolato Kakegurui (Kakkokari) (賭ケグルイ（仮）?) e disegnato da Taku Kawamura, è un manga yonkoma di genere comico che è stato serializzato sempre sul Gangan Joker dal 22 dicembre 2016 al 22 settembre 2022. Dieci volumi tankōbon sono stati pubblicati tra il 22 luglio 2017 e il 22 luglio 2023.
| Nº | Data di prima pubblicazione | Data di prima pubblicazione | Data di prima pubblicazione |
| Nº | Giapponese                  | Giapponese                  |                             |
| -- | --------------------------- | --------------------------- | --------------------------- |
| 1  | 22 giugno 2017              | ISBN 978-4-7575-5384-2      |                             |
| 2  | 22 agosto 2017              | ISBN 978-4-7575-5449-8      |                             |
| 3  | 27 gennaio 2018             | ISBN 978-4-7575-5596-9      |                             |
| 4  | 22 agosto 2018              | ISBN 978-4-7575-5818-2      |                             |
| 5  | 22 marzo 2019               | ISBN 978-4-7575-6065-9      |                             |
| 6  | 21 dicembre 2019            | ISBN 978-4-7575-6439-8      |                             |
| 7  | 20 giugno 2020              | ISBN 978-4-7575-5382-8      |                             |
| 8  | 22 febbraio 2021            | ISBN 978-4-7575-7103-7      |                             |
| 9  | 21 ottobre 2021             | ISBN 978-4-7575-7535-6      |                             |
| 10 | 22 luglio 2023              | ISBN 978-4-7575-8676-5      |                             |

Il suo nome deriva dall'ufficializzazione della serie come Kakkokari nonostante la corretta lettura del kanji 仮 sia "Kari".
Il terzo, intitolato Kakegurui midari (賭ケグルイ妄?) e disegnato da Yūichi Hiiragi, è stato lanciato sull'app Manga Up! di Square Enix il 21 febbraio 2017. Quattro volumi tankōbon sono stati pubblicati rispettivamente il 22 luglio 2017 e il 22 giugno 2020. In Italia la serie è stata annunciata al Lucca Comics & Games 2021 da Edizioni BD che l'ha pubblicata sotto l'etichetta J-Pop il 23 marzo 2022.
| 1 | 22 luglio 2017 | ISBN 978-4-7575-5415-3 | 23 marzo 2022 | ISBN 978-88-349-0840-2 |
| 1 | Capitoli - 1. La ragazza di nome Midari Ikishima 1 - 2. La ragazza di nome Midari Ikishima 2 - 3. La ragazza di nome Midari Ikishima 3 - 4. La ragazza di nome Midari Ikishima 4 - 5. La ragazza di nome Midari Ikishima 5 - 6. La ragazza di nome Midari Ikishima 6 - 7. La ragazza di nome Midari Ikishima 7 - 8. La ragazza di nome Midari Ikishima 8 - 9. La ragazza che insidia 1 - 10. La ragazza che insidia 2 - 11. La ragazza che insidia 3 - 12. La ragazza che insidia 4 - 13. La ragazza che insidia 5 - 14. La ragazza che insidia 6 - 15. La ragazza che insidia 7 |                        |               |                        |
| 2 | 27 gennaio 2018 | ISBN 978-4-7575-5597-6 | 23 marzo 2022 | ISBN 978-88-349-0841-9 |
| 2 | Capitoli - 16. La ragazza che riscuote 1 - 17. La ragazza che riscuote 2 - 18. La ragazza che riscuote 3 - 19. La ragazza che riscuote 4 - 20. La ragazza che riscuote 5 - 21. La ragazza che riscuote 6 - 22. La ragazza che riscuote 7 - 23. La ragazza che riscuote 8 - 24. La ragazza che riscuote 9 - 25. La ragazza che riscuote 10 - 26. La ragazza che riscuote 11 - 27. La ragazza che riscuote 12 - 28. La ragazza che riscuote 13 - 29. La ragazza che riscuote 14 |                        |               |                        |
| 3 | 22 agosto 2018 | ISBN 978-4-7575-5819-9 | 23 marzo 2022 | ISBN 978-88-349-0842-6 |
| 3 | Capitoli - 30. La ragazza conservatrice 1 - 31. La ragazza conservatrice 2 - 32. La ragazza conservatrice 3 - 33. La ragazza conservatrice 4 - 34. La ragazza conservatrice 5 - 35. La ragazza conservatrice 6 - 36. La ragazza conservatrice 7 - 37. La ragazza conservatrice 8 - 38. La ragazza conservatrice 9 - 39. La ragazza che pugnala e la ragazza pugnalata 1 - 40. La ragazza che pugnala e la ragazza pugnalata 2 - 41. La ragazza che pugnala e la ragazza pugnalata 3 - 42. La ragazza che pugnala e la ragazza pugnalata 4 |                        |               |                        |
| 4 | 22 giugno 2020 | ISBN 978-4-7575-6706-1 | 23 marzo 2022 | ISBN 978-88-349-0843-3 |
| 4 | Capitoli - 43. La ragazza di nome Ayame Nureba 1 - 44. La ragazza di nome Ayame Nureba 2 - 45. La ragazza di nome Ayame Nureba 3 - 46. La ragazza di nome Ayame Nureba 4 - 47. La ragazza di nome Ayame Nureba 5 - 48. La ragazza di nome Ayame Nureba 6 - 49. La ragazza di nome Ayame Nureba 7 - 50. La ragazza di nome Ayame Nureba 8 - 51. La ragazza di nome Ayame Nureba 9 - 52. La ragazza di nome Ayame Nureba 10 - 53. La ragazza di nome Ayame Nureba 11 - 54. La ragazza di nome Ayame Nureba 12 - 55. La ragazza di nome Ayame Nureba 13 - 56. La ragazza di nome Ayame Nureba 14 - 57. La ragazza di nome Ayame Nureba 15 - 58. La ragazza di nome Ayame Nureba 16 - Finale. La ragazza di nome Ayame Nureba 17 |                        |               |                        |

### Anime

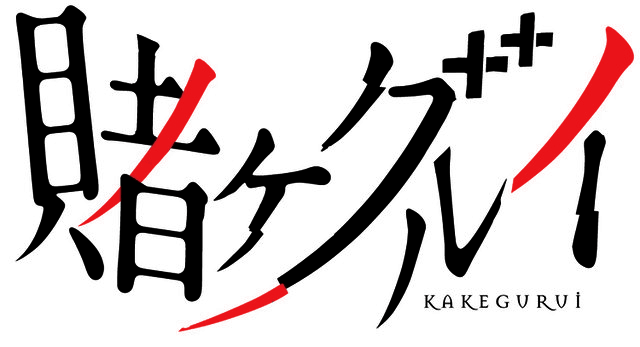
Logo di Kakegurui

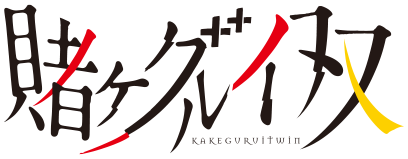
Logo di Kakegurui Twin

Un adattamento anime di dodici episodi, prodotto da MAPPA e diretto da Yūichirō Hayashi, è andato in onda dal 1º luglio al 23 settembre 2017. La composizione della serie è stata affidata a Yasuko Kobayashi, mentre la colonna sonora è stata composta dai Technoboys Pulcraft Green-Fund. Le sigle di apertura e chiusura sono rispettivamente Deal with the Devil di Tia e LAYon-theLINE dei D-selections. Un'edizione italiana è stata resa disponibile in streaming su Netflix dal 1º febbraio 2018.
Una seconda stagione, intitolata Kakegurui ×× (賭ケグルイ××?), ha iniziato la trasmissione televisiva l'8 gennaio 2019. Il cast e lo staff principali sono gli stessi della prima stagione, eccetto Kiyoshi Matsuda che ha affiancato Hayashi nel ruolo di regista. Le sigle di apertura e chiusura sono rispettivamente Kono yubi tomare (コノユビトマレ?) di Junna e AlegriA dei D-selections. La seconda stagione è composta da 12 episodi.
Nel novembre 2021 è stato annunciato che Kakegurui twin sarebbe stato adattato come ONA da parte dello studio MAPPA il quale è uscito a livello internazionale distribuito da Netflix il 4 agosto 2022. La trasposizione sarà diretta da Kaori Makita, con la regia principale di Yuichiro Hayashi, le sceneggiature scritte da Shigeru Murakoshi, il character design gestito da Manabu Nii e la musica composta da Technoboys Pulcraft Green-Fund. La sigla finale è Queens Bluff cantata dal gruppo Iris. In Italia è stato reso disponibile sempre su Netflix il 4 agosto 2022.

### Live action televisivo e cinematografico
Il 21 novembre 2017 è stato annunciato un dorama live action diretto da Tsutomu Hanabusa che è andata in onda per la prima volta il 14 gennaio 2018 su MBS. Tale trasposizione ha come protagonisti Ryōta Suzui e Yumeko Jabami che sono stati interpretati rispettivamente da Mahiro Takasugi e Minami Hamabe. 
L'anno seguente un remake in versione lungometraggio per il grande schermo interpretato dagli stessi attori della serie è stato distribuito nelle sale giapponesi il 3 maggio 2019.  
- Minami Hamabe - Yumeko Jabami
- Mahiro Takasugi - Ryota Suzui
- Aoi Morikawa - Meari Saotome
- Taishi Nakagawa - Kaede Manyuda
- Yurika Nakamura - Sayaka Igarashi
- Natsume Mito - Runa Yomozuki
- Ruka Matsuda - Itsuki Sumeragi
- Natsumi Okamoto - Yuriko Nishinotoin
- Yuma Yamoto - Jun Kiwatari
- Kiyo Matsumoto - Nanami Tsubomi
- Miki Yanagi - Midari Ikishima
- Honoka Kitahara - Kumagusu

Il 1 giugno 2021 è stato invece distribuito un seguito dal titolo "Kakegurui 2: Ultimate Russian Roulette"
sempre diretto da Tsutomu Hanabusa.

### Remake Live-Action Netflix
Il 31 maggio 2024 Netflix annuncia la realizzazione di una serie televisiva in lingua inglese sempre in live-action ispirato al fumetto con tanto di cast selezionato per interpretare i rispettivi personaggi della fiction. La serie, distribuita in Italia con il titolo Kakegurui e nei paesi anglofoni con il titolo Bet, è composta da dieci episodi, è stata scritta, prodotta e diretta da Simon Barry e distribuita sulla piattaforma streaming il 15 maggio 2025.

## Accoglienza
A febbraio 2019, il manga ha venduto più di cinque milioni di copie.